# Stara Synagoga w Lelowie
Stara Synagoga w Lelowie – nieistniejąca synagoga znajdująca się w Lelowie, przy ulicy Ogrodowej 3, naprzeciwko nieistniejącego obecnie starego cmentarza żydowskiego.
Synagoga została zbudowana w XVIII wieku. Podczas II wojny światowej, 4 września 1939 roku została doszczętnie zdewastowana i następnie zburzona przez hitlerowców. Po zakończeniu wojny w miejscu, gdzie stała synagoga, wybudowano zakład spółdzielni inwalidów, gdzie produkowano m.in. świeczki.